# 廣寒宮

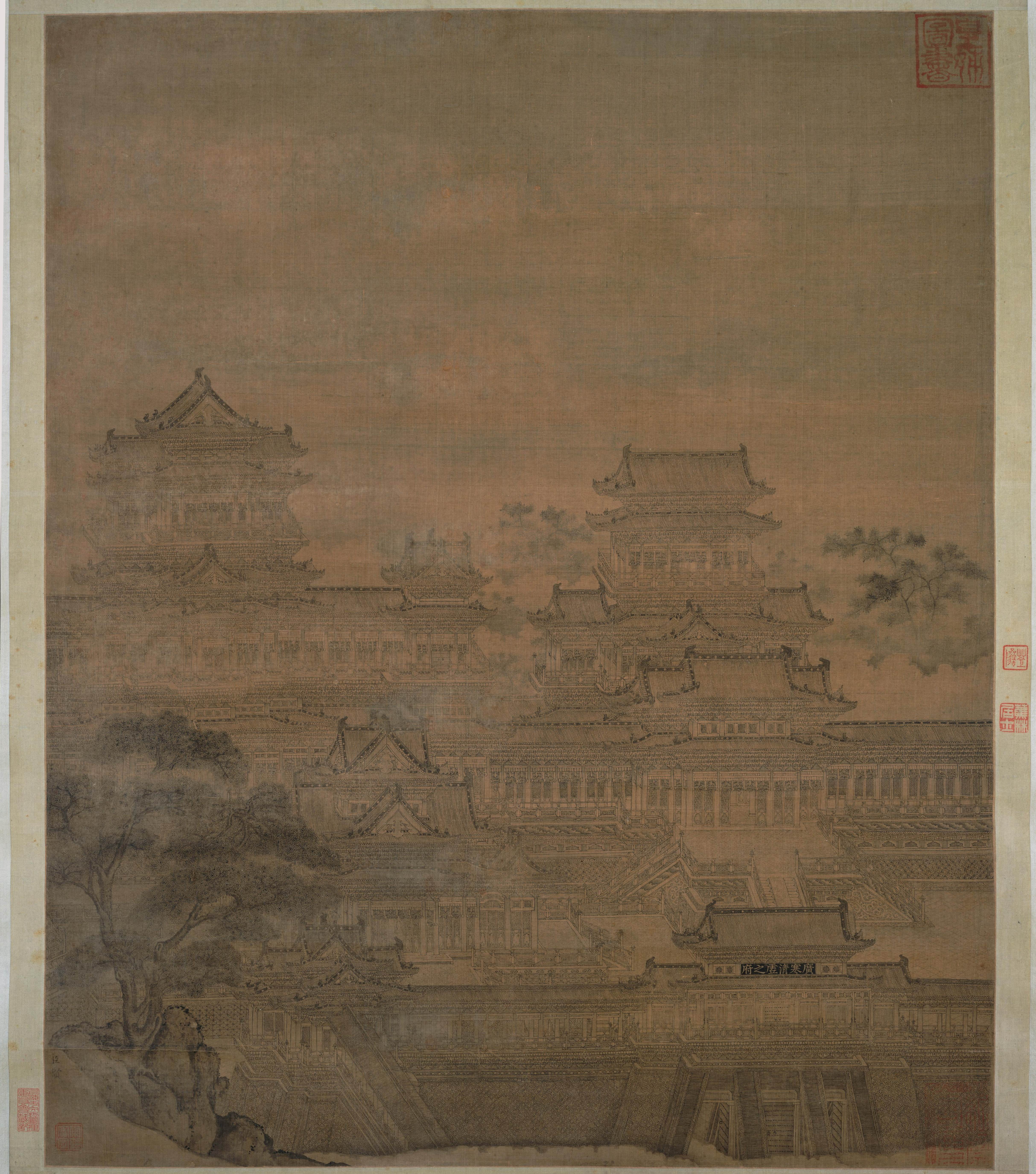
元朝人绘广寒宫图轴

广寒宫，又名蟾宫、月宫，是中国古代神话中对月亮上的宫殿的称呼，广寒宫中住有嫦娥及其玉兔，还有吴刚在砍桂树。

## 相关传说
- 嫦娥奔月：嫦娥偷吃仙丹后，便飞了起来，最后飘落在了月亮上，後來玉皇大帝将广寒宫賜赏给了她。她为了返回人间，便叫玉兔帮她捣药。把守南天门的吴刚偶然间见到了嫦娥，完全被迷住了，于是常常在广寒宫一坐就是一天，结果疏于职守，触怒了玉帝，被罚去广寒宫做苦力。

- 吴刚：吴刚是樵夫，每天在月宫砍桂树。但吴刚每砍一半，便不专心而开始偷懒休息，此时桂树便会慢慢愈合，日复一日，吴刚的工作始终无法达成，必须不断地砍下去。

- 蟾蜍：月亮上有蟾蜍（月球表面的坑洞看起来像蟾蜍身上的坑疤），因此月宫也被称为蟾宫。在另一个说法中，貌美的嫦娥飞上月亮后，受到了上天的惩罚，变成了丑陋的蟾蜍。

- 蟾宫折桂：传说吴刚在砍桂树的时候，将砍下的树枝赐给谁，谁就可以金榜题名。